# Eduardo Farnésio (cardeal)
Eduardo Farnésio (em italiano:  Odoardo Farnese; 6 de dezembro de 1573 – 21 de fevereiro de 1626), foi um nobre e cardeal italiano.

## Biografia
Era o segundo filho de Alexandre Farnésio, 3.º Duque de Parma e Placência, e de sua mulher, a infanta D. Maria de Guimarães, conhecido pela protecção que deu às artes.
Foi criado cardeal-diácono no consistório de 6 de Março de 1591, recebendo o título de Santo Adriano no Forum em 20 de Novembro. A 12 de Junho de 1595, passa para a diaconia de Santo Eustáquio. Passa para a diaconia de Santa Maria em Via Lata em 13 de Novembro de 1617. Nessa mesma data, torna-se o cardeal-protodiácono. Em 11 de Janeiro de 1621, passa para a ordem dos cardeais-presbíteros, permanecendo pro hac vice em Santa Maria em Via Lata.
Passa para a ordem dos cardeais-bispos e recebe a sé suburbicária de Sabina a 3 de Março de 1621. Foi consagrado em 2 de Julho de 1621, pelo cardeal Roberto Bellarmino, S.J., auxiliado pelo patriarca Latino de Jerusalém Diofebo Farnese e pelo arcebispo-emérito de Bari Galeazzo Sanvitale. Passa para a sé suburbicária de Frascati em 27 de Setembro de 1623.
Por um breve período, foi regente do Ducado de Parma e Piacenza em nome de seu sobrinho, Eduardo I, de 1622 a 1626.
O Cardeal Eduardo é provavelmente mais conhecido hoje por ter patrocionado o artista Bolonhês Annibale Carracci cujos trabalhos se encontram no Palácio Farnésio, em Roma.
No teto do seu antigo estúdio privado no Palácio Farnésio, o Camerino, a pintura central representa A Escolha de Hércules, que está rodeada por moldura também pintada, dando a ilusão de um quadro a óleo pendurado no teto quando, na realidade, tanto a gravura como moldura são pinturas.
O Cardeal Eduardo patrocinou ainda vários quadros a óleo de Carracci, incluindo o famoso "Rinaldo e Armida".
O mecenato na área da arquitectura foi menos marcante mas incluíu a Casa Professa, uma residência Jesuíta adjacente à Igreja de Jesus, em Roma, construída pelo arquitecto Girolamo Rainaldi.
Foi cardeal protetor do Reino de Portugal.

## Conclaves
- Conclave de 1591 - participou da eleição do Papa Inocêncio IX.
- Conclave de 1592 - participou da eleição do Papa Clemente VIII.
- Conclave de março de 1605 - participou da eleição do Papa Leão XI.
- Conclave de maio de 1605 - participou da eleição do Papa Paulo V.
- Conclave de 1621 - não participou da eleição do Papa Gregório XV.
- Conclave de 1623 - participou da eleição do Papa Urbano VIII.